# Statek (zemědělství)

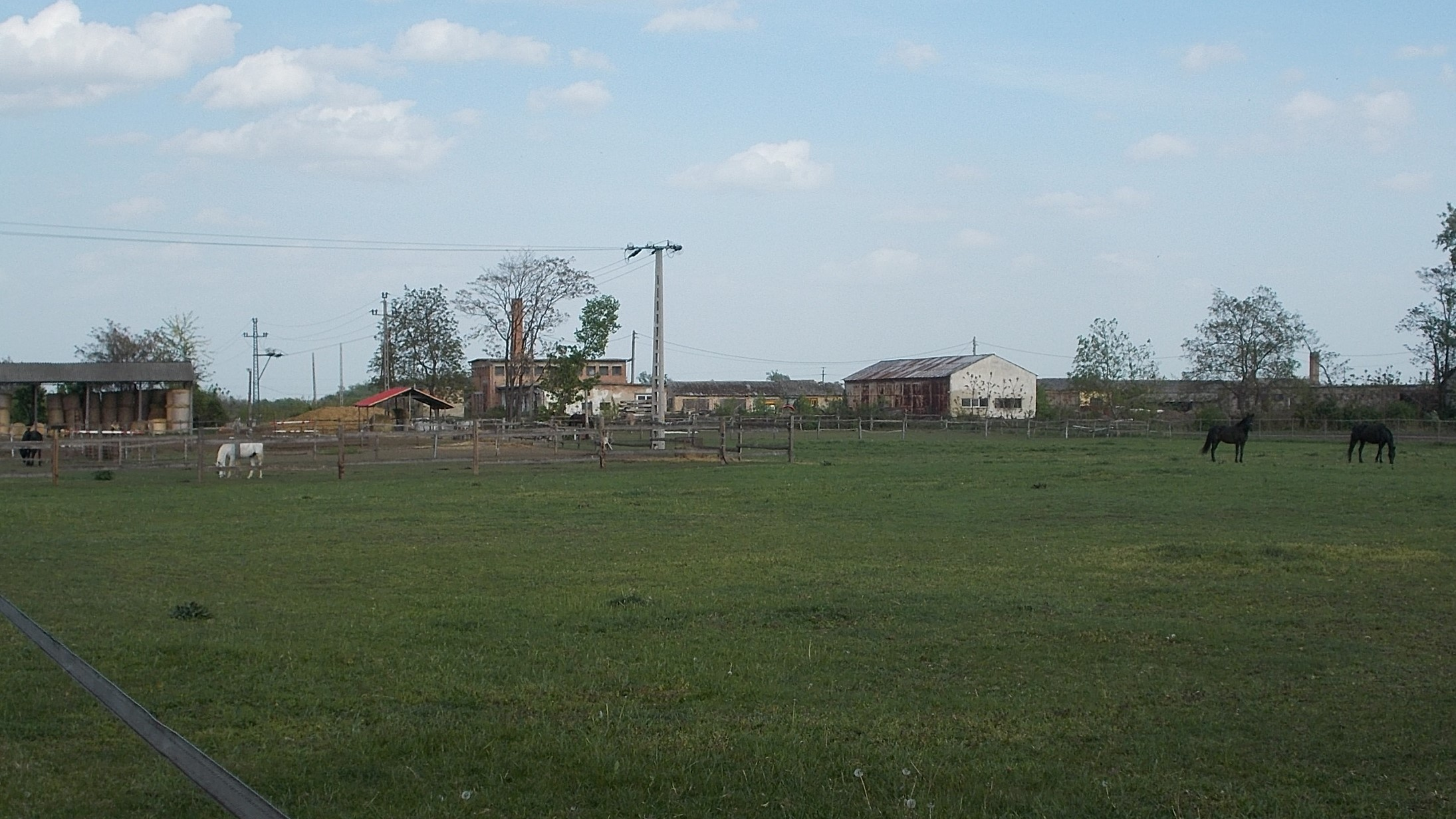
Statek v Maďarsku

Statek (v některých zemích farma) je základní hospodářskou jednotkou v zemědělství. Je v něm umístěn chov hospodářských zvířat a v okolí statku se rozprostírají ohraničené pozemky, které slouží k výběhu dobytka a pěstování plodin. Kromě toho je běžný tzv. farmový chov či farmový odchov zvěře.
V historické době patřil statek sedlákovi obhospodařujícímu lán polí (láník, der Laaniger), zatímco drobnější zemědělci obývali chalupu (chalupníci, zahradníci a domkáři). Tato půda se nazývala rustikál, zatímco dominikál byly polnosti panství obvykle větší výměry, obhospodařovaná velkostatkem.
Očekává se, že během 21. století bude globálně počet statků nadále klesat a poroste jejich průměrná velikost.

## Rostlinná výroba
Rostlinná výroba představuje někdy hlavní část hospodaření zemědělského statku nebo je jen doplňkem živočišné výroby. Na obdělávání půdy se používají zemědělské stroje.

## Živočišná výroba
V zemědělských podnicích (družstvech) se zaměřením na živočišnou produkci se chovají zvířata jednoho druhu (zpravidla i stejného plemene). Pokud se v rámci podniku chová více druhů zvířat, děje se to obvykle ve vícero budovách (jako drůbežárna, vepřín, kravín, hřebčín apod.), většinou ve specializovaných chovech.
K mechanizaci živočišné výroby se používají dopravníky, dojírny a krmné vozy.

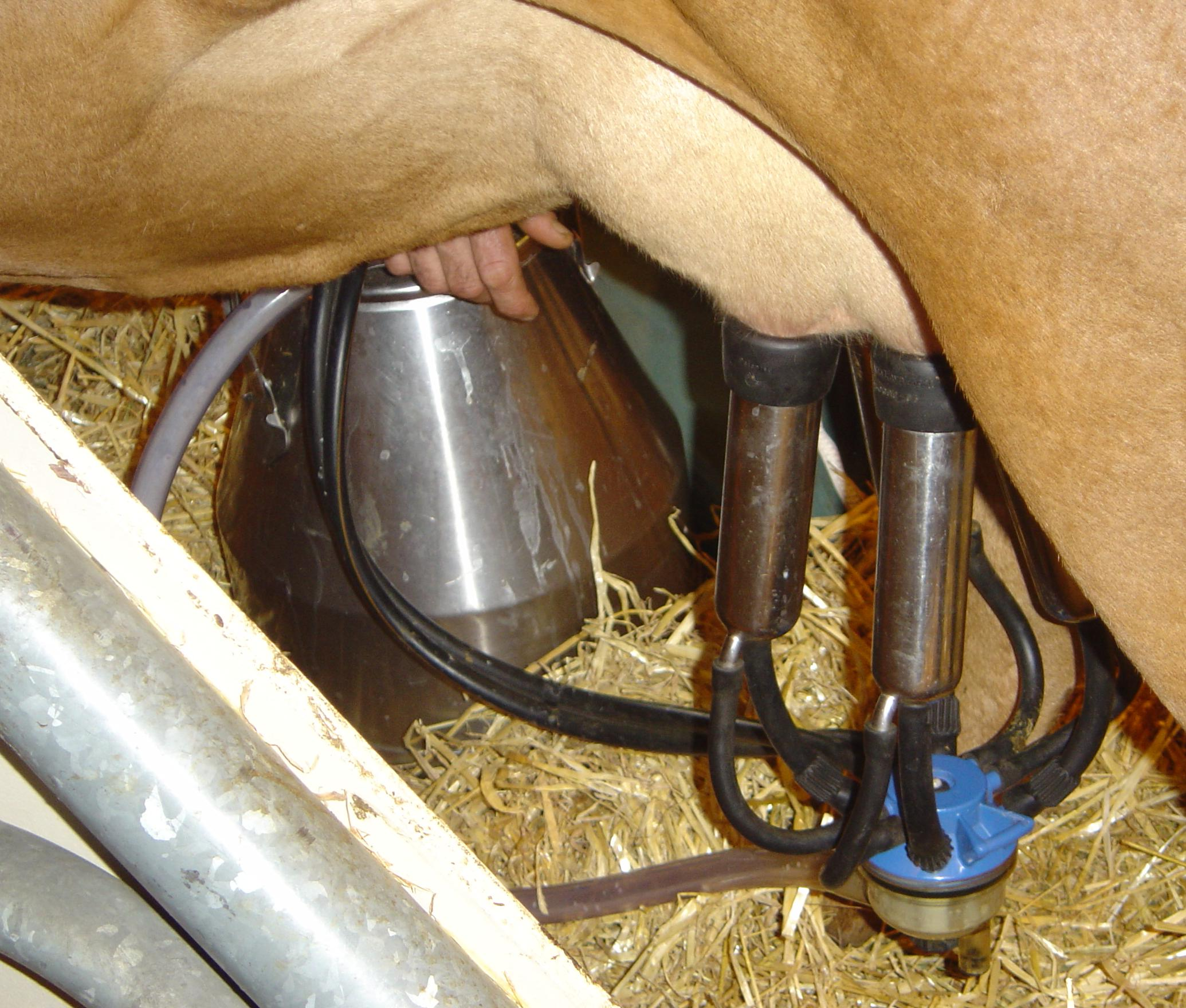
Dojicí zařízení

## Historické statky
- Boučkův statek – v dolní části obce Malá Skála
- Brandejsův statek – dvůr v Praze v městské části Suchdol
- Dlaskův statek – historický statek v Dolánkách v městské části města Turnova
- Duchoslavův statek (Knorův statek) – usedlost v Praze 8-Dolních Chabrech
- Fuchsův statek – hospodářský dvůr Praze 6-Lysolajíc
- Hamousův statek – areál bývalé rychty ve Zbečně
- Kopicův statek – usedlost u vsi Kacanovy na Turnovsku v okrese Semily
- Kubrův statek – na Starém náměstí v Praze-Ruzyni
- Malešický statek – v Praze 10 – Malešicích
- Manský dvůr – historický statek u Dolního Žandova v okrese Cheb
- Mužákův statek – historický statek ve Voděradech čp. 2 u Frýdštejna v Českém ráji
- Röslerův statek v Merbolticích
- Selské muzeum Michalův statek – muzeum a národní kulturní památka České republiky v Pohledi
- Statek Lüftnerka – v Zoologické a botanické zahradě Plzeň
- Statek Vraných – v Praze 8-Bohnicích
- Šaldův statek – roubená usedlost v centru Jilemnice
- Šolcův statek – venkovská usedlost v Sobotce
- Šrámkův statek – v Pileticích
- Umlaufův statek – historická usedlost v Dolním Adršpachu
- Wohlmannův statek – zemědělská usedlost ve Václavicích u Hrádku nad Nisou

mimo Českou republiku
- Statek Brickendon – v Tasmánii
- Statek Woolmers – v Tasmánii